# Gesellschaft für Arbeit, Technik und Wirtschaft im Unterricht

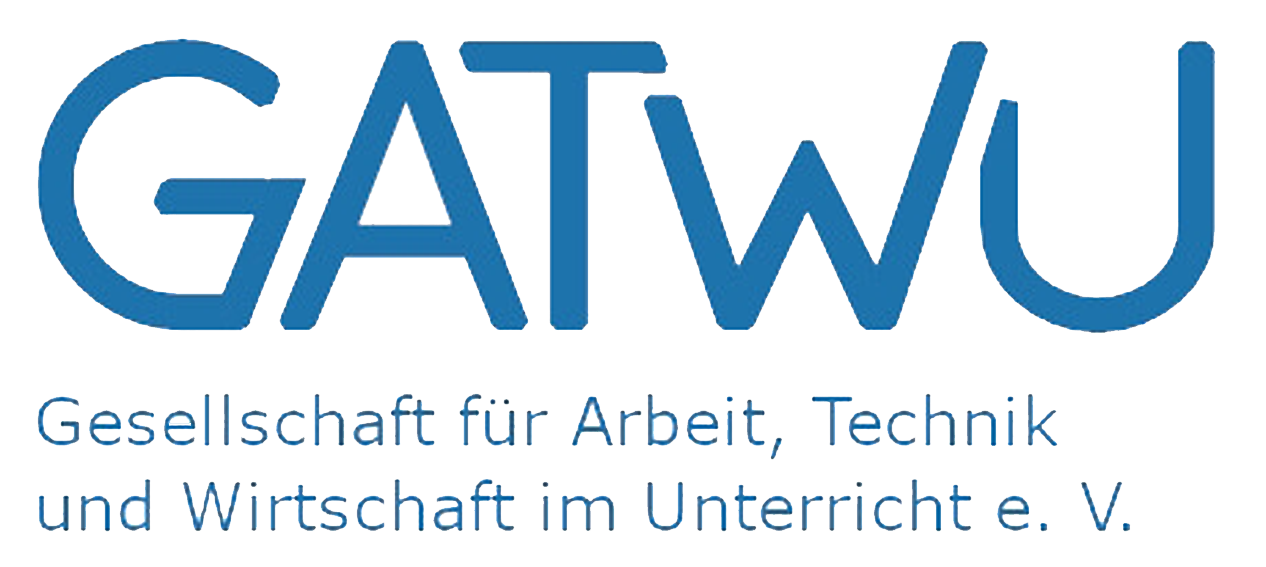

Die Gesellschaft für Arbeit, Technik und Wirtschaft im Unterricht e. V. (GATWU) ist eine wissenschaftliche Fachgesellschaft für die Mitwirkung an der Gestaltung und Modernisierung der Arbeitslehre sowie verwandter Fächer als „integrative sozio-ökonomische, technischen und haushaltswissenschaftlichen Bildung an Schulen und Universitäten“ (GATWU 2022).

## Verbandsgeschichte
Die Gesellschaft für Arbeit, Technik und Wirtschaft im Unterricht wurde 1979 gegründet. Der Deutsche Ausschuss für das Erziehungs- und Bildungswesen schlug 1964 mit den Empfehlungen zum Aufbau der Hauptschule einen Lernbereich Arbeitslehre vor, der die „Schüler mit Grundzügen des Arbeitens in der modernen Produktion und Dienstleistung“ vertraut machen sollte. Mit Beginn der 1970er wurden in vielen Bundesländern neue Bildungskonzepte zunächst für den Lehrplan der Hauptschulen und dann auch für den der Lehrerbildung entwickelt. Diese sehr heterogenen Entwicklungen über Bundesländer und auch Schulprofile hinweg bildeten den Ausgangspunkt für das Entstehen des Fachverbandes.
1977 gründeten Gruppen von Lehrerinnen und Lehrern, Hochschullehrenden und Studierenden in Hofgeismar (Hessen) eine (gemeinnützige) Gesellschaft. Voraus gingen eine Reihe der versuchten Verständigungen und neuen fachlichen und curricularen Artikulationen zuletzt auf den Werkpädagogischen Kongressen zur Theorie und Praxis des Technikunterrichts und der Arbeitslehre (Hannover 1977).
Nach der Gründungsidee dieser Fachgesellschaft, sollte dies ein „Zusammenschluss von Personen und Institutionen sein, deren Arbeitsgebiete und Interessen im Bereich der technischen und ökonomischen Bildung liegen“. Sie spricht „insbesondere Kollegen der Fächer bzw. Lernbereiche – Arbeitslehre, Hauswirtschaft Sachunterricht, Technikunterricht, Textil- und Bekleidungstechnik, Wirtschaftslehre und verwandte Bereiche an (als vorläufiges Arbeitsprogramm)“. Fachliche und überfachliche Fragen sollten unter einem Dach erörtert werden. Schon im Namen sollte die Eigenständigkeit der Teilbereiche vor oder neben den Integrationsfeldern festgeschrieben werden. Die zuvor bestehenden Arbeitsgruppen etwa der Technikdidaktik in der Nachfolge der Werkpädagogik sollten integriert werden. Konsolidierende Fachtagungen der neu gegründeten Gesellschaft erfolgten dann 1978 in München, 1979 in Oberursel und dann 1980 in Hagen mit zum Teil hochpolitisiert diskutierten Konfliktlagen, insbesondere um die Zielsetzung der Arbeitslehre als Lernbereich, der „technische und ökonomische Grundbildung“ integriert. In der Auseinandersetzung ging es um Charakterisierungen wie „Handfertigkeitsunterricht“ oder ein „Blaujackenfach“ ohne Anspruch auf eine emanzipatorische Bildung.
Die Entwicklung des Fachverbandes war und ist nicht zuletzt bis heute geprägt von den sich verändernden Anforderungen an den Lernbereich Arbeit, Wirtschaft und Technik. Dazu gehören diverse Bildungsreformen, veränderte didaktische und schulstrukturelle Prämissen innerhalb der föderalen Bildungslandschaft. Beginnend mit der Etablierung des Faches Arbeitslehre in einigen Bundesländern in der Hauptschule und den Bildungsreformen der 1960er und der 1970er entstanden über diesen neu eingeführten Lernbereich neue curriculare Fächerkonstruktionen. In den landespolitisch wechselnden Bildungsorientierungen vollzog sich in diesem Bildungssektor zum Teil ein radikaler Kurswechsel (z. B. in Hessen 1987 oder NRW 1978), denen andere Fächer über den hier überschauten Bereich von fünf Jahrzehnten nur bedingt, wenn überhaupt, je ausgesetzt waren.
Den Prämissen der Gründungsphilosophie folgend, versuchte die Fachgesellschaft ein Forum für alle in diesem Lernbereich tätigen Akteuren zu bilden und hierfür dialogische Räume zu schaffen und zwar sowohl in Hochschule und Universität bei der Bildung der Lehrenden als auch in der Praxis von Schule und Unterricht. Dies musste immer wieder als neue Herausforderung begriffen werden. So waren die 1970er und 1980er Jahre in der Gesellschaft klar bestimmt von den fachlichen Konsolidierungen zwischen einer Dachverbandskonstruktion (mehrere Fachverbände integrierend) und einer Profilierung mit dem Kernbereich Arbeit. Hinzu kam dann in den 1980er und 1990er Jahren eine neue Bildungsdiskussion, etwa um ein verändertes Verständnis von Allgemeinbildung mit didaktischen Prämissen wie Handlungsorientierung, kompetenzorientierter Unterricht mit Bildungsstandards.
Dazu kam für die Fachgesellschaft GATWU in den 1990er Jahren die Auseinandersetzung mit den Traditionen und Konzepten der polytechnischen Bildung mit einer Reihe von Fachsymposien in Kooperation mit dem Internationalen Arbeitskreis Sonnenberg (St. Andreasberg), eine Klausurtagung auf dem Sonnenberg (Auseinandersetzung mit dem Bildungssystem der DDR, 1989), in der Ko-Moderation von Günter Wiemann dann in Russland (Moskau, 1992), Polen (Poznań, 1996) und der Schweiz (Herzberg, 1994). Dabei ging es auch um die Reflexion und die Transformationsprozesse polytechnischer Bildung und darauf bezogene Erfahrungen der Bildung von Lehrenden in Schule und Hochschule. Es erfolgte eine neue Selbstverständigung der Fachgesellschaft (1999) mit neuer Artikulation der Lernbereichsidee und eines erweiterten Arbeitsbegriffs, der sowohl Erwerbsarbeit, Hausarbeit und andere Formen gesellschaftlicher Arbeit im Selbstverständnis mit einschließt.

## Aufgaben und Ziele
Die gemeinnützig orientierte und bundesweit organisierte Fachgesellschaft verfolgt als eingetragener Verein insbesondere die folgenden Zwecke:
- Förderung der technischen, ökonomischen und haushaltsbezogenen Bildung
- Weiterentwicklung fachdidaktischer Konzeptionen, um sie für die schulische Bildung verfügbar zu machen
- Förderung der fachdidaktischen und fachwissenschaftlichen Forschung und Lehre sowie des Unterrichts in den Bereichen der technischen, ökonomischen und haushaltsbezogenen Bildung (in der Fachdidaktik als Wissenschaft vom fachbezogenen Lehren und Lernen sind theoretische Fundierung und praktische Erfahrung aus Unterricht wechselseitig aufeinander bezogen)
- Förderung der Zusammenarbeit in Forschung, Lehre und Bildung mit anderen Organisationen und Institutionen im lehrerbildenden Sektor[8]

Die Ziele des Vereins werden durch
- Arbeitstagungen, Workshops, Arbeitsgruppen, in denen neue Erkenntnisse der wissenschaftlichen Forschung als auch über Fragestellungen der Schulpraxis erreicht,
- regelmäßige Information der Mitglieder der Gesellschaft und der Öffentlichkeit durch das Forum-Arbeitslehre [9] als Fachverbandszeitschrift gewährleistet,
- Informationsarbeit über die Entwicklung der haushaltsbezogenen, technischen und ökonomischen Bildung unterstützt,
- von der Gesellschaft veranstaltete Kongresse und Fachtagungen sowie die dazugehörigen Dokumentationen öffentlich bekannt gemacht. Sie stehen jedem Interessierten offen (GATWU Satzung, 2009).

## Mitglieder und Organisation
Im Verband wirken bundesweit Lehrende verschiedener Schulformen und Schulstufen als auch Hochschullehrende, Studierende sowie Bildungspersonal in Betrieben, Verbänden und Kammern zusammen. Formal können natürliche und auch juristische Mitglieder die Ziele und Aufgaben der Fachgesellschaft unterstützen und Mitglied sein:
- Lehrer
- Hochschullehrende und andere Mitarbeiter der Hoch- und Fachschulen
- Angehörige der Schulverwaltung
- Studierende, Referendare
- Bildungspartner wie Arbeitgeberorganisationen, Gewerkschaften, Betriebe und andere Einrichtungen

Neben der bundesweiten Orientierung organisiert sich die Gesellschaft über Landesverbände, die von den Mitgliedern eines Bundeslandes gebildet werden können. Diese können auch temporär regional gestaltet (gegenwärtig in Berlin, Hamburg, Hessen und Saarland) und auch von regional tätigen Organisationen wahrgenommen werden, die sich dem Zweck und den Aufgaben der Fachgesellschaft verpflichtet fühlen (GATWU Satzung 2009, § 1,4). Die Aufgabe der Landesverbände gilt dabei der gezielten länderspezifischen Interessenswahrnehmung (GATWU-Satzung 2009, §7,2.) Die Organisation in Landesverbänden folgt der Struktur und den Anforderungen des föderalen Bildungssystems und ist erklärtes Ziel der Gesellschaft. Landesverbände können auch als eigenverantwortliche Rechtsträger geführt werden und sich eine eigene Satzung geben. Für die Wahrnehmung bestimmter Aufgaben können auch temporär Fachgruppen eingerichtet werden, wie in der Vergangenheit Schwerpunkt „Historisch genetisches Lernen / Technikgeschichte“ (GATWU Satzung, 2009, § 5,7).

## Vorstand und Geschäftsführung
Den Vorstand der Fachgesellschaft bilden der Vorsitzende, der stellvertretende Vorsitzende, der Schatzmeister und zwei Beisitzer.
Der Vorstand wird von den natürlichen Mitgliedern durch Briefwahl für die Amtsdauer von drei Jahren gewählt. Alle Mitglieder des Vorstandes werden dabei in getrennten Wahlgängen bestimmt. Er leitet die Fachgesellschaft nach den Beschlüssen der Mitgliederversammlung, die alle zwei Jahre stattfindet und zieht dabei auch gelegentlich sachkundige Nichtmitglieder hinzu. Der aktuellen Bundesvorstand ist über die Internetplattform der Gesellschaft abgebildet.
Die Geschäftsstelle der Gesellschaft wird seit 2009 an der Technische Universität Berlin - Sekr. Mar 1-1, Marchstr. 23, 10587 Berlin (zuvor in Oldenburg und Hamburg) geführt.

## Publikationen/Veröffentlichungen
Neben den Buchveröffentlichungen, als Tagungsveröffentlichungen und Kongressberichten (17 Bände), die allen Mitgliedern kostenlos zur Verfügung stehen, erschien aperiodisch ein GATWU-Mitgliederrundbrief bis 2000. Darauf folgend entschied sich die Gesellschaft für die Herausgabe eines Periodikums.
- Das GATWU FORUM[13] erschien als erstes Periodikum (2000–2007, Redaktion Wilfried Wulfers) und umfasst 16 Hefte.[14]
- Ein neues Periodikum Forum Arbeitslehre[15] entstand als Dialogforum und Serviceleistung an die Mitglieder (2 Ausgaben jährlich), ist seit 2007 eingerichtet und erscheint aktuell in der 28. Ausgabe.
- Die Internetplattform der Gesellschaft (GATWU) stellt (seit 2000) dazu ein weiteres medienintegrierendes Öffentlichkeitskonzept der Gesellschaft dar. Dieses umfasst zum einen die Selbstdarstellung als Fachgesellschaft als auch andererseits als Dienstleistungsangebot für Mitglieder und Nichtmitglieder (einschließlich aktueller Onlinekursangebote, Ankündigungen, Tagungsprogrammatik, sowie ein Onlinearchiv der Printpublikationen und auch aktueller Dokumente auch zur Bildungspolitik). In diesem medialen Brückenschlag zwischen den bisherigen Printangeboten stehen hier in digitaler Form diese auch als Angebot für die Fachöffentlichkeit für weiter fachliche, lernbereichsdidaktischen Recherche für Wissenschaft und Praxis

## Bildungspolitische und Reforminitiativen
Verschiedene bildungspolitische und fachpolitische Initiativen und darauf bezogene Reforminterventionen der Fachgesellschaft waren bisher im föderalen Bildungssystemzusammenhang von besonderer Bedeutung:
- Das GATWU Symposium in Berlin (1984) mit Hanna-Renate Laurien (Bildungssenatorin und damalige KMK-Präsidentin) als Gast,[16] führte zur Kultusministerkonferenz-Initiative LERNFELD ARBEITSLEHRE mit einer KMK-Arbeitsgruppe, die später KMK Material Lernfeld Arbeitslehre (1987) als Orientierung für alle Bundesländer veröffentlichte. Alle „Schülerinnen und Schüler des Sekundarbereichs I auf die Anforderungen der Arbeitswelt vorzubereiten“, nicht nur die der Hauptschule, das war hier erstmals das erklärte bildungspolitische Votum.[17]

- Mitwirkung an der KMK-Verlautbarung Ländergemeinsame inhaltliche Anforderungen Lehrerbildung der neuen Beschreibung der Fachprofile führte zu der Beschreibung der inhaltlichen Anforderungen für den „Fächerbereich Arbeit, Technik, Wirtschaft“ (geändert 2019).[18] Dies war im Kontext der anderen Fächer eine klare, die Fächergrenzen aufhebende lernbereichsbezogene Beschreibung, die viele neue Gestaltungsalternativen in der föderalen Hochschullandschaft für die Ausbildung von Lehrenden eröffnete.
- Als Fachverband unterstützte die GATWU die interdisziplinäre Entwicklung von lernbereichsbezogenen Bildungsstandards und Kompetenzmodellen im Zusammenhang mit einem Kerncurriculum Beruf, Haushalt, Technik, Wirtschaft (2006). Dies erwies sich nachfolgend als Referenzsystem mit hoher Relevanz für die kompetenzorientierte curriculare Entwicklung in verschiedenen Bundesländern. Es fand einen breiten öffentlichen Unterstützerkreis von Wissenschaftlern und Bildungsexperten,[19] als „anerkannte Leistung im Sinne der Ausweitung allgemeiner Bildung in der deutschen Schule“[20].
- Die GATWU beteiligte sich maßgeblich an der Gründungsinitiative Gesellschaft für Fachdidaktik (GFD 2001).[21] Diese gilt seitdem als neuer Dachverband für inzwischen einer Reihe von fachdidaktischen Gesellschaften, auch jene, die Bereichsdidaktiken mit Forschungsinteresse verfolgen. Die GATWU ist Gründungsmitglied und nimmt seit dieser Zeit auch mitgestaltend an Fachtagungen der GFD teil und ist an verschiedenen Publikationen und Positionspapieren beteiligt[22].
- Besonders dichte und nachhaltige Formen der Kooperation in fachdidaktischer Forschung und curricularer Entwicklung bestanden für die Fachgesellschaft GATWU (bei über die Zeit wechselnder Intensität und Schwerpunktbildung), mit dem Institut für Arbeitslehre (ab 2001 dem Institut für Berufliche Bildung und Arbeitslehre später des IBBA, TU Berlin)[23] und dem Institut für arbeitsorientierte Allgemeinbildung (IAAB) an der Universität Bremen. Am IAAB erschien (2000 beginnend) eine eigene Publikationsreihe zur Arbeitslehre,[24] die auch zu großen Teilen als GATWU-Publikation mitgenutzt und den Mitgliedern des Fachverbandes zur Verfügung gestellt wurde.[25] Beginnend mit den Hochschultagen berufliche Bildung (HBB) in Osnabrück (2011) besteht eine enge Kooperation und Mitwirkung (Arbeitsgruppe Arbeitslehre) auf den im Abstand von zwei Jahren an wechselnden Hochschulstandorten durch die Arbeitsgemeinschaft Berufliche Bildung (AG BB) organisierten Fachtagungen. Diese Arbeitsgruppe wird seit dieser Zeit durch Marianne Friese als verantwortliches Mitglied des Projektbeirats der HBB moderiert.